# 10093 Diesel
A 10093 Diesel (ideiglenes jelöléssel 1990 WX1) a Naprendszer kisbolygóövében található aszteroida. Eric Walter Elst fedezte fel 1990. november 18-án.